# Къща на Кольо Минекшев
Къщата на Кольо Минекшев се намира на улица „Цар Иван Асен II“ №83 в Стара Загора.
Построена е по проект на арх. Петко Цветков през 1933 г. за семейството на юриста Кольо Минекшев. Къщата е в стил модерн със стоманобетонова конструкция. Прозорците са различни типове – правоъгълни, засводени, продълговати, елипсовидни. Долният етаж е с цилиндричен еркер. След Деветосептемврийския преврат през 1944 г. в нея се помещава съветски военен щаб. По-късно е върната на наследниците и е възстановена.